# کانسای الکتریک
کانسای الکتریک (به ژاپنی: 関西電力株式会社) شرکت خدمات برق ژاپنی است، که در زمینه تولید، انتقال و توزیع برق، در ناحیه کانسای، ژاپن فعالیت می‌کند.
شرکت کانسای الکتریک در سال ۱۹۵۱ راه‌اندازی شد و اکنون دارای ۱۶۴ نیروگاه برق با ظرفیت نصب‌شده‌ای معادل ۳۵٫۷۶۰ مگاوات می‌باشد و پس از شرکت نیروی برق توکیو، به‌عنوان دومین تولیدکننده برق در کشور ژاپن شناخته می‌شود.
دفتر مرکزی این شرکت در شهر اوساکا، ژاپن قرار دارد و بخشی از سهام آن بازارهای بورس توکیو، بورس ناگویا و بورس اوساکا معامله می‌شود.
نیپون لایف با ۴٫۵ درصد و مستر تراست بانک با در اختیار داشتن ۲٫۴ درصد از سهام کانسای الکتریک، سهام‌داران اصلی آن به‌شمار می‌آیند.